# Hans Kraay (1936-2017)

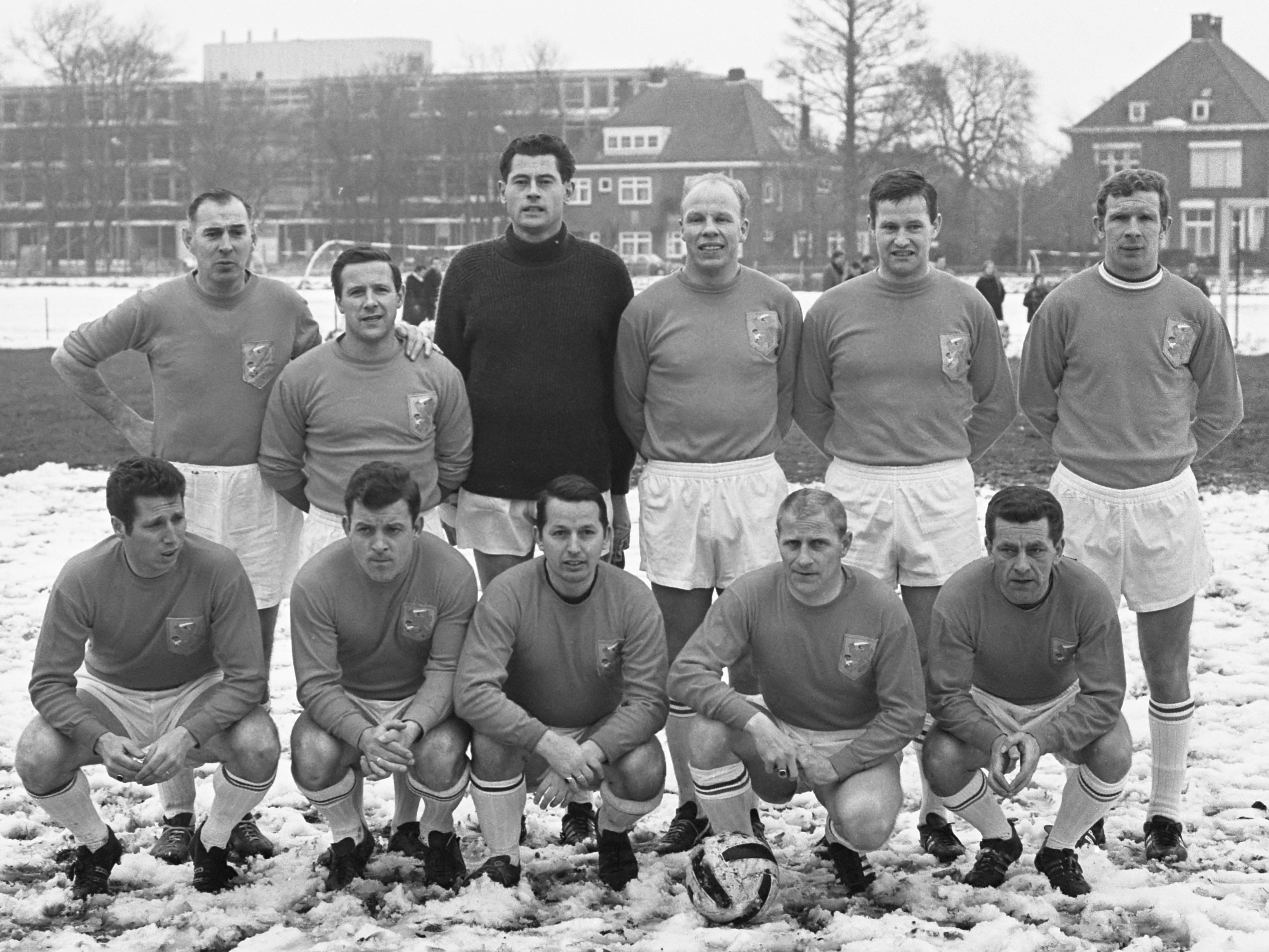
Oud-internationals (1969): Hans Kraay, staand, geheel rechts

Johan Hendrik (Hans) Kraay (Utrecht, 14 oktober 1936 – Tiel, 27 oktober 2017) was een Nederlands voetballer, voetbaltrainer, voetbalbestuurder, sportverslaggever en voetbalanalist voor NOS Studio Sport. In zijn latere leven stond hij ter onderscheid van zijn gelijknamige zoon bekend als Hans Kraay sr.

## Loopbaan
Kraay voetbalde van 1953 tot 1961 bij DOS, een van de voorlopers van FC Utrecht. Hij maakte vanaf 1961 deel uit van Feyenoord. Hij kwam achtmaal uit voor het Nederlands elftal.
Vanwege een heupblessure beëindigde hij zijn voetbalcarrière in 1968. Hij ging direct na zijn afscheid bij Feyenoord als coach aan de slag bij eerstedivisionist D.F.C., de club waar halverwege 1972 FC Dordrecht uit voortkwam.
Hij trok na een jaar trainerschap toch weer zijn voetbalschoenen aan. Dit was het seizoen 1969/70, het allerlaatste van DOS dat medio 1970 opging in FC Utrecht. 
Kraay vervolgde zijn weg als speler/trainer van de nieuw opgerichte zaterdagclub VV Benschop, die onder zijn leiding promoveerde. Na een seizoen stapte hij over naar Elinkwijk. 
Omdat hij bij de gemeente Amsterdam als jeugdsportconsulent aan de slag ging, stopte hij medio 1972 als trainer. Maar het voetbal bleef trekken en op 1 april 1973 trad hij bij Go Ahead Eagles in dienst als manager.  
Op 1 juli 1974 werd hij trainer van AFC Ajax. Door een verslechterde relatie met spelers en bestuur moest hij half augustus 1975 opstappen.
Hij trainde vervolgens AZ'67 (1976-1978; 1976-1977 trainer, 1977-1978 manager), FC Den Haag (1980-1981), Feyenoord (1982-1983), PSV (1985-1986; 1986-1987 manager) en opnieuw Feyenoord (1988-1989). Tussendoor was Kraay verslaggever bij NOS Studio Sport, in de seizoenen 1980-1981 en 1981-1982. Na het seizoen 1988-1989 was hij jarenlang verslaggever bij NOS Langs de Lijn, waar hij later te horen was als analyticus. Ook verzorgde hij analyses van voetbalwedstrijden voor NOS Studo Sport. Hij stopte in 2004 als vaste (wisselende) gast van het programma VI, omdat hij zich "niet meer gelukkig voelde met de rol die hij als deskundige voor zijn rekening nam". Kraay sr. lag regelmatig in de clinch met tafelgenoot Johan Derksen.
Kraay overleed in oktober 2017 op 81-jarige leeftijd.

### Palmares als speler
- 1957-58 : Landskampioenschap met DOS
- 1960-61 : Landskampioenschap met Feijenoord
- 1961-62 : Landskampioenschap met Feijenoord
- 1964-65 : Bekerwinnaar met Feijenoord
- 1964-65 : Landskampioenschap met Feijenoord

### Palmares als trainer
- 1977-78 : Bekerwinnaar met AZ'67

## Trivia
- Kraay is de vader van televisiepresentator en voormalig voetballer Hans Kraay jr.
- Kraay is te zien in inleidende filmpjes van het computerspel Competitie Manager 97/98 van softwareontwikkelaar Davilex
- Kraay sr. werd bedreigd vóór de topwedstrijd Ajax-PSV (2-4) op 28 augustus 1985, toen hij manager bij PSV was. Onder andere werd er een kat met doorgesneden nek in zijn auto geplaatst door rancuneuze Ajax-supporters, die ook fan waren van Amsterdammer en vriend van toenmalig Ajacied Frank Rijkaard, namelijk Ruud Gullit. Kraay sr. heeft als manager/technisch directeur er tweemaal voor gezorgd dat Ruud Gullit bij de enige twee aartsrivalen van het Amsterdamse Ajax terechtkwam, namelijk het Rotterdamse Feyenoord (vanaf 1982) en het Eindhovense PSV (vanaf 1985).
- Kraay sr. had een goed oog voor talenten, voor spelers met een zeer goede techniek. Zo haalde hij onder meer de latere vijfvoudig topscorer Ruud Geels half 1974, en de toen 19-jarige balgoochelaar Tscheu La Ling half 1975, naar Ajax. Ook de middenvelders Peter Arntz en Jan Peters waren aankopen van Kraay sr.. Arntz werd half 1976 van Go Ahead Eagles naar AZ'67 gehaald, en Peters half 1977 van NEC naar AZ. Sinds half 1974 stonden beide spelers op de verlanglijst van Kraay sr., die er toen niet in slaagde ze voor zijn toenmalige club Ajax te contracteren.
- Kraay sr. had tevens een voorkeur voor spelers, die zo breed als een deur waren. René Notten (eind 1974 van FC Twente naar Ajax) en Ivan Nielsen (half 1985 van Feyenoord naar PSV) waren aankopen van Kraay sr.
- AZ'67 werd onder leiding van Hans Kraay sr., die manager bij AZ was van half 1976 tot half 1978, een topclub, die tussen half 1976 en half 1982 altijd bij de eerste 4 clubs op de ranglijst van de eredivisie eindigde. Met Kraay sr. eindigde AZ tweemaal als 3de in de seizoenen 1976/77 en 1977/78. In het seizoen 1976/77 haalde AZ als 3de, het beste doelsaldo (+46, 75-29), een beter doelsaldo dan van landskampioen Ajax (+36, 62-26). Tussen ± 2004 en heden is AZ weer een topclub, na een zwakke periode tussen het seizoen 1984/1985 en ± 2003.
- Kraay sr. was halverwege het seizoen 1985/86 als manager van PSV ook betrokken bij de driehoeksruzie Ajax-PSV-KNVB (Amsterdam-Eindhoven-Zeist) in december 1985 en januari 1986. Ajax, onder aanvoering van voorzitter Ton Harmsen, bestuurslid Arie van Eijden en technisch directeur Johan Cruijff, weigerde 4 van zijn 6 geselecteerde spelers (Frank Rijkaard, Gerald Vanenburg, Marco van Basten en Rob de Wit) af te staan aan het Nederlands Elftal voor een oefenperiode in Italië omdat ze oververmoeid waren en bovendien in de zomer, een half jaar eerder, maar twee weken vakantie hadden gehad. Al speelde het ook wel een rol, dat vier van de toen aantrekkelijkste Ajacieden in de etalage zouden hebben gestaan en Ajax nou eenmaal niet zo'n grote portemonnee als PSV had, dat zijn spelers gemakkelijker kon behouden, zoals Ajax-voorzitter Ton Harmsen zei. Hans Kraay sr. en de toenmalige spelers van PSV vonden dit onacceptabel, daar de drie van PSV geselecteerde spelers alle drie wèl meegingen met het Nederlands Elftal. Dick Advocaat, die assistent-bondscoach was van Rinus Michels en Leo Beenhakker, zei hierover: "Dan is het toch logisch, dat je jongens als Rijkaard, Vanenburg, van Basten en de Wit uitnodigt. Ik begrijp al die problemen niet."
- Op 8 september 1965 maakte Kraay in de vijfentachtigste minuut de 2-1 en daarmee de winnende goal tegen het grote Real Madrid in de voorronde van de Europacup I.

## Uitspraken
- "Ajax, de terechte kampioen, maar wel een matige hoor." (aan het eind van het seizoen 1984-1985, ronde 33 van de 34, ± 27 mei 1985, voor de radio)
- "Met twee van die lange mensen daar centraal achterin, Spelbos en Meeuws."
- "Er zijn bij ons drie spelers geselecteerd, die gáán. Het heeft mij in hoge mate verrast, dat de spelers van Ajax níet gaan, én, ik kan jou wel vertellen, da's behóórlijk slecht gevallen bij PSV, bij de spelers van PSV. Men begrijpt het niet."
- "Ik vind dat je, ook voor het publiek in het openbaar, eens man en paard moet dúrven noemen. Johan Cruijff wás bij die besprekingen aanwezig, en we hadden met z'n allen zo nadrúkkelijk afgesproken: "Meneer de bondscoach, je kríjgt onze spelers óp 8 januari", en om dan nu terug te trekken... Dan moet je concluderen: dan vinden kennelijk niet alle clubs in Nederland hèt vertegenwoordigende voetbal bèlangrijk, en dat zou ik een hele dwaze houding vinden."
- "Hmpf... Ik moet er overigens niet aan denken, dat wanneer nu die Ajax-spelers afvallen, dat hèt college bondscoaches, bèroep zou gaan doen op extra spelers van óns, want dán denk ik dat de zaken een beetje erg schééf worden getrokken."

(Ajax-voorzitter Ton Harmsen reageerde hier als volgt op: "Moet die Kraay nou óveral z'n neus insteken. Hij heeft maar makkelijk praten met al die buitenlanders van hem. Bovendien zijn van hem maar drie spelers geselecteerd, van ons wel zes." "Kraay wakkert de zaak hiermee alleen maar aan, hij doet de verhoudingen in het betaald voetbal geen goed hiermee, door de zaak op scherp te zetten.")
- " Vráág je mij, ..., dán zeg ik, ..."